# Patricia Márquez
Patricia Márquez (n. Anáhuac, Chihuahua, México; 1974) es una artista visual mexicana.
Es la primera mujer que ocupa el cargo de Secretaria de Extensión y Difusión (2016-2022) en la Facultad de Artes de la Universidad Autónoma de Chihuahua.
Es licenciada en Artes plásticas y Maestra en Artes por la Universidad Autónoma de Chihuahua. Del año 2010 al 2015 trabaja en la Facultad de Artes como encargada del área de exposiciones de artes visuales y es docente de tiempo completo a partir del año 2011. En 2016, es designada Secretaria de Extensión y Difusión, siendo la primera mujer que ocupa este puesto en la historia de dicha facultad.
Como artista visual aborda el tema de lo femenino desde un enfoque íntimo, donde lo sensual y erótico es analizado como objeto de estudio cotidiano; en la serie Despliegue de un cuerpo sin rostro se hace evidente la crítica a la sexualidad de la mujer en la cultura patriarcal . En La Casita de muñecas la escenificación de lo doméstico incluye como accesorio: la mujer representada con el estereotipo de lencería de encaje hecha con recortes de papel y dibujo .

## Trayectoria
Fue Jefa del área de Artes visuales del Instituto Chihuahuense de la Cultura del Gobierno del estado de Chihuahua (2004-2010), también fue encargada de la Galería del Mezanine del H. Congreso del Estado de Chihuahua y ha sido gestora y coordinadora de exposiciones de artes plásticas y visuales desde el año 2004.

## Exposiciones
Entre las cerca de 30 exposiciones con que cuenta la artista, destacan:
- La Casita de Muñecas (2016)[1]

"Despliegue de un cuerpo sin rostro" con el curador Othón Tellez 2012 (https://tramoyam.blogspot.com/2019/04/patricia-marquez-despliegue-para-un.html)
- Cuerpo fragmentado (2008)  Archivado el 31 de enero de 2018 en Wayback Machine.

## Distinciones
- Premio Chihuahua (2011) Categoría: Artes visuales[2]

Premio FOMAC en la categoría de Creadoras con trayectoria en la disciplina de Artes Visuales 2018 (https://fomac.icm.gob.mx/fomac2018.html Archivado el 23 de enero de 2021 en Wayback Machine.)

## Publicaciones
- Portada del libro Los días sin Bárbara (2006)[3]
- Dossier en la Revista Synthesis No.73 (2016)
- Libro La casita de Muñecas (2016)